# كريستيان مارتينيز مونيوث
كريستيان مارتينيز مونيوث (بالإسبانية: Christian Martínez Muñoz)‏ (18 يونيو 1983 في تشيلي - ) هو لاعب كرة قدم تشيلي في مركز الوسط. شارك مع منتخب تشيلي تحت 20 سنة لكرة القدم ومنتخب تشيلي لكرة القدم. أما مع النوادي، فقد لعب مع أوداكس إيتاليانو ونادي أونيفرسيداد دي تشيلي وA.C. Barnechea ‏ ولاسيرينا.

## مسيرته الكروية
لعب كريستيان مارتينيز مونيوث خلال مسيرته الاحترافية مع 5 أندية في ثمانية عشر موسمًا وسجل خلالها 5 أهداف ضمن 330 مباراة. ولم يفز بأي موسم بالكأس وفاز في موسم واحد بالدوري.
خاض كريستيان مارتينيز مونيوث مسيرته مع نادي أونيفرسيداد دي تشيلي في موسم 2002 ليلعب معه سبعة مواسم، مشاركًا في 172 مباراة سجل خلالها هدفين. ثم انتقل إلى نادي أوداكس إيتاليانو في موسم 2009 في المرة الأولى ليلعب معه أربعة مواسم ثم ما بين عامي 2013 و2014 لمدة موسم واحد، حيث شارك طوالها في 80 مباراة سجل خلالها هدفين أيضًا. لينتقل بعدها إلى نادي لاسيرينا ما بين عامي 2012 و2013 لمدة موسم واحد، مشاركًا في 12 مباراة ولم يسجل أي هدف. ثم انتقل إلى A.C. Barnechea ‏ في موسم 2013–14 ولمدة موسمين، مشاركًا في 52 مباراة سجل خلالها هدفًا واحدًا. هذا وانتقل لاحقًا إلى ديبورتيس ميليبيلا في موسم 2016–17 واستمر معه طيلة ثلاثة مواسم، مشاركًا في 14 مباراة ولم يسجل أي هدف.

## وصلات خارجية
- كريستيان مارتينيز مونيوث على موقع ناشيونال فوتبول تيمز (الإنجليزية)
- كريستيان مارتينيز مونيوث على موقع Soccerway.com (الإنجليزية)
- كريستيان مارتينيز مونيوث على موقع AS.com (الإسبانية)